# Diedrichshagen
Diedrichshagen är en ortsteil i kommunen Weitenhagen i Landkreis Vorpommern-Greifswald i förbundslandet Mecklenburg-Vorpommern i Tyskland. Diedrichshagen var en kommun fram till 26 maj 2019 när den uppgick i Weitenhagen. Kommunen Diedrichshagen hade 548 invånare 2019.